# 勝加茂村
勝加茂村（しょうかもそん）は、岡山県勝田郡にあった村。
現在の津山市上野田、上村、坂上、下野田、杉宮、中村、楢、原、安井に当たる。
なお、この内、大字楢は一度勝北町となった後、同年4月に津山市に編入されており、津山市の成名地区となっている。その他の地域は平成の大合併によって津山市となった。
　

## 沿革
- 1889年6月1日 - 町村制施行に伴い、勝北郡上野田村、勝加茂西上村、勝加茂坂上村、下野田村、勝加茂西下村、勝加茂西中村、楢村、勝加茂原村、勝加茂安井村が合併し、勝加茂村となる。大字勝加茂西中に役場を置く。
- 1900年4月1日 - 勝北郡が勝南郡と合併し、勝田郡となる。
- 1955年
  - 1月1日 - 勝田郡新野村、広戸村と合併、勝北町となる。
  - 4月1日 - 旧勝加茂村の内、大字楢を津山市へ編入。

## 地区の地名
- 上野田
- 下野田
- 勝加茂坂上
- 勝加茂西上
- 勝加茂西中
- 勝加茂西下
- 楢 - 村制施行時
- 勝加茂原
- 勝加茂安井

## 教育

### 保育園
- 勝加茂保育園（現在は閉園）

### 学校
- 勝加茂小学校（現・津山市立）
- 勝北中学校（現・津山市立）

## 交通

### 鉄道
旧村内を走る鉄道およびその駅なし

### 道路
廃止当時は未完成。旧村内を走る高速道路なし。

#### 国道
- 国道53号

#### 県道
- 一般県道
  - 岡山県道415号工門勝央線

## 河川・山岳

### 河川
- 広戸川

## 寺院・神社

### 寺院
- 新善光寺

### 神社
- 朝吉神社
- 上賀茂神社
- 武内神社
- 豊岡神社
- 西賀茂神社
- 東賀茂神社
- 八幡神社

## その他
勝北町誕生に伴い、旧3村はそれぞれの村名を冠した大字の冠称（勝加茂・新野・広戸）を省いた（新野東は例外）。
新野村と勝加茂村で西上・西中・西下が共通となってしまうため、勝加茂村の側は名称変更により、勝加茂西上 → 上村、勝加茂西中 → 中村、勝加茂西下 → 杉宮とした。